# Frieda Inescort
Frieda Inescort, pseudonimo di Frieda Wrightman (Edimburgo, 29 giugno 1901 – Woodland Hills, 26 febbraio 1976), è stata un'attrice scozzese.

## Biografia
Figlia dell'attrice britannica Elaine Inescourt, Frieda Inescort acquistò la fama come interprete teatrale, principalmente grazie al ruolo di Sorel Bliss nella pièce Hay Fever di Noël Coward, e più tardi alla partecipazione ad Escape di John Galsworthy, in scena a Broadway nel 1927.
Trasferitasi a Hollywood, fece il suo debutto cinematografico con il ruolo di Ann West nel film L'angelo delle tenebre (1935) e, durante gli anni trenta, partecipò a numerose pellicole, quasi sempre in parti di seconda protagonista femminile, come Maria di Scozia (1936) di John Ford, Aurora sul deserto (1937), Il figlio di Tarzan (1939). Riuscì a interpretare un ruolo da protagonista in Call It a Day (1937), in cui apparve con Olivia de Havilland e Ian Hunter. Nel melodramma Ombre malesi (1940) di William Wyler interpretò il ruolo di Dorothy Joyce, la moglie dell'avvocato (James Stephenson) che assiste la tormentata Leslie Crosbie (Bette Davis), colpevole dell'omicidio del proprio amante.
Sempre nel 1940, la Inescort apparve nel ruolo di Miss Caroline Bingley nel film in costume Orgoglio e pregiudizio, in cui lavorò accanto a Laurence Olivier e Greer Garson, quindi recitò nel musical L'inarrivabile felicità (1941), al fianco di Fred Astaire e Rita Hayworth, e nella commedia Il corteggiamento di Andy Hardy (1942), al fianco di Mickey Rooney.
Verso la fine del decennio, l'attrice iniziò a diradare le proprie apparizioni cinematografiche. Recitò ancora nel poliziesco Delitto in prima pagina (1950) e nel dramma Un posto al sole (1951), nel ruolo di Mrs. Ann Vickers, quindi preferì privilegiare l'attività di interprete televisiva. Lavorò in diverse popolari serie degli anni cinquanta, come The Lone Wolf (1954), Lux Video Theatre (1954-1955) e Carovane verso il West (1958).
Dopo essere apparsa nel fanta-horror Uomini coccodrillo (1959), recitò per l'ultima volta sul grande schermo nel film drammatico Il cielo è affollato (1960). L'addio definitivo alle scene coincise con l'apparizione nel ruolo di Hope Quentin nell'episodio The Case of the Jealous Journalist della serie poliziesca Perry Mason (1961).

## Vita privata
L'esistenza della Inescort fu segnata precocemente dalla malattia: già nel 1932 le venne infatti diagnosticata la sclerosi multipla, che non le impedì tuttavia di seguire la carriera artistica. Nel 1961 fu colpita da un grave lutto: il marito Ben Ray Redman, giornalista e scrittore con cui era sposata dal 1926, morì suicida per una dose eccessiva di farmaci.
Dopo la scomparsa del marito, la Inescort si ritirò dalle scene e la sua salute si deteriorò, tanto che dalla metà degli anni sessanta l'attrice fu costretta su una sedia a rotelle dall'aggravarsi della malattia che la affliggeva ormai da decenni. A lungo impegnata nel sostegno ad associazioni per la ricerca sulla sclerosi multipla, la Inescort morì nel 1976, all'età di 74 anni, dopo aver lottato contro la malattia per oltre quarant'anni.

## Filmografia

### Cinema
- L'angelo delle tenebre (The Dark Angel), regia di Sidney Franklin (1935)
- Sarò tua (If You Could Only Cook), regia di William A. Seiter (1935)
- La volontà occulta (The Garden Murder Case), regia di Edwin L. Marin (1936)
- Desiderio di re (The King Steps Out), regia di Josef von Sternberg (1936)
- Maria di Scozia (Mary of Scotland), regia di John Ford e Leslie Goodwins (1936)
- Hollywood Boulevard, regia di Robert Florey (1936)
- Give Me Your Heart, regia di Archie Mayo (1936)
- The Great O'Malley, regia di William Dieterle (1937)
- Call It a Day, regia di Archie Mayo (1937)
- Aurora sul deserto (Another Dawn), regia di William Dieterle (1937)
- Portia on Trial, regia di George Nichols Jr. (1937)
- Woman Doctor, regia di Sidney Salkow (1939)
- Beauty for the Asking, regia di Glenn Tryon (1939)
- The Zero Hour, regia di Sidney Salkow (1939)
- Il figlio di Tarzan (Tarzan Finds a Son!), regia di Richard Thorpe (1939)
- A Woman Is the Judge, regia di Nick Grinde (1939)
- Convicted Woman, regia di Nick Grinde (1940)
- Orgoglio e pregiudizio (Pride and Prejudice), regia di Robert Z. Leonard (1940)
- Ombre malesi (The Letter), regia di William Wyler (1940)
- Father's Son, regia di D. Ross Lederman (1941)
- Il processo di Mary Dugan (The Trial of Murder Dugan), regia di Norman Z. McLeod (1941)
- Shadow on the Stairs, regia di D. Ross Lederman (1941)
- Sunny, regia di Herbert Wilcox (1941)
- L'inarrivabile felicità (You'll Never Get Rich), regia di Sidney Lanfield (1941)
- Echi di gioventù (Remember the Day), regia di Henry King (1941)
- Il corteggiamento di Andy Hardy (The Courtship of Andy Hardy), regia di George B. Seitz (1942)
- Sweater Girl, regia di William Clemens (1942)
- Street of Chance, regia di Jack Hively (1942)
- It Comes Up Love, regia di Charles Lamont (1943)
- Verso l'ignoto (The Amazing Mrs. Holliday), regia di Bruce Manning e Jean Renoir (1943)
- Young and Beautiful, regia di Will Jason (1943) - cortometraggio
- Mission to Moscow, regia di Michael Curtiz (1943) – non accreditata
- Il ritorno del vampiro (The Return of the Vampire), regia di Lew Landers (1944)
- Heavenly Days, regia di Howard Estabrook (1944)
- Sham, regia di Ransom P. Dunnell (1944) – cortometraggio tv
- The Judge Steps Out, regia di Boris Ingster (1949)
- Delitto in prima pagina (The Underworld Story), regia di Cy Endfield (1950)
- Un posto al sole (A Place in the Sun), regia di George Stevens (1951)
- La divisa piace alle signore (Never Wave at a WAC), regia di Norman Z. McLeod (1953)
- La grande notte di Casanova (Casanova's Big Night), regia di Norman Z. McLeod (1954)
- Orgoglio di razza (Foxfire), regia di Joseph Pevney (1955)
- L'avventuriera di Bahamas (Flame of the Islands), regia di Edward Ludwig (1956)
- Incantesimo (The Eddie Duchin Story), regia di George Sidney (1956)
- The She-Creature, regia di Edward L. Cahn (1956)
- Commandos (Darby's Rangers), regia di William A. Wellman (1958)
- Senior Prom, regia di David Lowell Rich (1958)
- Juke Box Rhythm, regia di Arthur Dreifuss (1959)
- Uomini coccodrillo (The Alligator People), regia di Roy Del Ruth (1959)
- Il cielo è affollato (The Crowded Sky), regia di Joseph Pevney (1960)

### Televisione
- Meet Corliss Archer – serie TV, 1 episodio (1951)
- Fireside Theatre – serie TV, 3 episodi (1950-1952)
- Chevron Theatre – serie TV, 1 episodio (1952)
- The Schaefer Century Theatre – serie TV, 1 episodio (1952)
- The Lone Wolf – serie TV, 1 episodio (1954)
- Letter to Loretta – serie TV, 1 episodio (1954)
- Schlitz Playhouse of Stars – serie TV, 1 episodio (1954)
- General Electric Theater – serie TV, episodio 2x23 (1954)
- Waterfront – serie TV, 3 episodi (1954)
- Climax! – serie TV, episodio 1x30 (1955)
- Lux Video Theatre – serie TV, 2 episodi (1954-1955)
- Four Star Playhouse – serie TV, 1 episodio (1955)
- Crossroads – serie TV, episodio 2x09 (1956)
- The Millionaire – serie TV, 1 episodio (1957)
- Carovane verso il West (Wagon Train) – serie TV, 1 episodio (1958)
- Bourbon Street Beat – serie TV, episodio 1x11 (1959)
- The Tab Hunter Show – serie TV, 1 episodio (1960)
- The Rebel – serie TV, 1 episodio (1961)
- Thriller – serie TV, episodio 1x34 (1961)
- Perry Mason – serie TV, episodio 5x01 (1961)

## Doppiatrici italiane
- Franca Dominici in Il paradiso delle fanciulle, Orgoglio di razza, Uomini coccodrillo
- Rosina Galli in Il figlio di Tarzan
- Renata Marini in L'inarrivabile felicità
- Clara Ristori in Ombre malesi
- Clelia Bernacchi in Orgoglio e pregiudizio (1º ridoppiaggio)
- Marcella Rovena in Un posto al sole
- Anna Miserocchi in Maria di Scozia (ridoppiaggio)
- Dhia Cristiani in Incantesimo
- Giovanna Scotto in Commandos
- Benita Martini in Delitto in prima pagina
- Flaminia Jandolo in Orgoglio e pregiudizio (2º ridoppiaggio)